# Ácido isobutírico
El ácido isobutírico, también conocido como ácido 2-metilpropanoico, es un ácido carboxílico saturado de fórmula (CH3)2CHCO2H.
Se encuentra en estado libre en la algarroba (Ceratonia siliqua), la vainilla y la raíz de arnica dulcis, y en forma de éster etílico en el aceite de crotón.
El ácido isobutírico es un isómero del ácido n-butírico; que tienen la misma fórmula química C4H8O2 pero una estructura diferente.
El ácido isobutírico es un compuesto químico que se utiliza en la industria cosmética y en la industria alimentaria como aditivo y como un intermedio en la industria química en general.

## Síntesis
Las principales síntesis a escala de laboratorio son:
- Hidrólisis del isobutironitrilo (CH3)2CH-CN con una base.
- Oxidación del isobutanol con dicromato de potasio en presencia de ácido sulfúrico.
- Oxidación del isobutiraldehído (o 2-metilpropanal) con  trióxido de cromo en ácido sulfúrico.
- Reducción del ácido metacrílico usando una amalgama de sodio.

## Producción industrial
El ácido isobutírico se prepara mediante la oxidación del isobutiraldehído, que es un subproducto de la hidroformilación del propileno.
También se puede preparar por hidrocarboxilación a alta presión (reacción de Koch) a partir de propileno:
{\displaystyle {\ce {CH3-CH=CH2 + CO + H2O -> (CH3)2-CH-COOH}}}